# Megacrania phelaus
Megacrania phelaus är en insektsart som först beskrevs av John Obadiah Westwood 1859.  Megacrania phelaus ingår i släktet Megacrania och familjen Phasmatidae. Inga underarter finns listade i Catalogue of Life.